# RPG 만들기 MV
RPG 쯔꾸르 MV(RPGツクールMV, RPG Maker MV)는 RPG 제작 소프트웨어이다. 개발은 KADOKAWA및 오지마 요지, 판매는 KADOKAWA에서 주관한다. 영어판의 발매일은 2015년 10월 23일, 일본어판의 발매일은 2015년 12월 17일이다. 덧붙여 2016년 11월 30일까지는 스파이크·춘소프트(パイク・チュンソフト)(이식전의 PC판)가 판매원이었다.
2018년 11월 15일에 컨슈머 이식판이 되는 "RPG 쯔꾸르 MV Trinity"가 플레이스테이션 4 · 닌텐도 스위치 전용으로 발매되었다. (엑스박스 원 전용 소프트웨어는 2019년 초 겨울에 전송을 예정하고 있었지만 발매 중지되었다.) 또, PC판으로부터 컨슈머 전용으로 이식된 이하 트리니티(Trinity) 판에 대해서도 본 위키백과에서 해설한다.

## 개요
RPG 쯔꾸르 VX Ace의 후속작으로 PC판 투쿨 시리즈의 11번째 작품이 된다. 판매된 패키지에 따라 수록 소재 수는 다르지만 그래픽 소재·음악 소재 모두 역대 최대 규모의 게임 소재가 출시 때 마련됐다. 일부는 스팀 (플랫폼)에서 DLC로 추가 구매할 수 있다.
기본적인 조작성은 전작 VX Ace에 가깝다. 터치 패널 지원 때문인지 구작 대비 메뉴 버튼이 확대됐다. 전투 화면은 사이드 뷰와 프론트 뷰 두 종류가 준비되어 있으며 공식 플러그인(※사용자 등록이 필요한 플러그인 소재 있음), 다양한 기업의 공식 콜라보 소재 등도 배포되고 있다.

### 체험판
Windows 버전에서만 체험판을 이용할 수 있다.（각종 컨슈머 게임기 전용으로는 체험판 자체는 존재하지 않으며, 또한 라이센스 키에 의한 라이센스 인증도 없다.）체험판으로 제작된 게임 데이터는 제품판이나 해외판(RPG MAKER MV)으로 인계받아 개발이 가능하다. 체험판과 제품판은 기능면은 거의 동일하지만 다음과 같은 차이가 있다.
- 30일이 지나 라이센스 키를 입력하지 않으면 RPG 쯔꾸르 MV 에디터를 사용할 수 없게 된다. 입력하면 그대로 제품판으로 사용 가능해진다. (에디터의 최신판에서는 라이센스 인증을 실시하지 않은 채로 그대로 기동하면 30일간의 기간 한정 기동 가능한 체험판으로 기동하는 사양으로 되어 있다. (컨슈머 전용으로는 없으며 네트워크 라이센스 인증 기능은 윈도우 PC판이나 매킨토시 (MacOS) PC판만 해당)
- 동봉되어 있는 소재가 최소한의 필요밖에 없다.（컨슈머 전용 트리니티 (Trinity) 판에서는 무료 설치 소재가 구판보다 증량했다.）
- 작성된 게임은 2015년 12월 21일 당시에는 공개 금지였으나 추후 변경되었다. (2018년 7월 6일 현재, 체험판으로 작성한 게임은 공개 가능하다는 것이 이용약관에 정해져 있다.[1])
- 제품 버전보다 버전이 오래되어 버그 수정이 적용되지 않았다. (2015년 12월 21일 기준) 다만, 에디터 자체의 버그 수정이 된 공식 사이트 배포의 업데이터를 사용하면 버그가 수정된 상태에서 사용할 수 있지만, 라이선스 인증을 하지 않으면 동일한 30일간의 체험판으로 사용 가능하다. (단, 업데이트나 삭제 중 하나를 해도 수정 전 버전에서 이미 일수가 경과한 후 업데이트 후 부팅한 경우에는 체험판이 부팅 가능한 남은 일수의 경과기간은 달라지지 않는다.)

### 멀티 플랫폼 지원
RPG 만들기 MV에서 MV는 멀티뷰(Multi-View)를 뜻한다. 게임 쓰기 형식은 마이크로소프트 윈도우, 맥 OS, 안드로이드, iOS, 웹 브라우저 출력을 지원한다.
기본 형태는 HTML5+ 자바스크립트의 브라우저 게임으로 출력돼 이를 각종 플랫폼에 따라 변환하는 방식을 취한다. 윈도우 형식, 맥 형식의 경우는 NW.js를 이용해 게임 파일이 쓰여진다. 구글 안드로이드, 애플의 iOS의 경우는 크로스워크(Crosswalk)나 아파치 코도바를 이용해 쓰여진다. 공식 지원되지는 않지만, 빌드 환경을 준비하면 리눅스용이나 윈도우 스토어용 게임으로서 출력하는 것도 가능하다.
올라온 플랫폼에 따라 읽히는 음악 데이터 형식이 다르다. 예를 들면 윈도우 판에서는 ogg 형식을 읽지만, 스마트폰판에서는 m4a 형식을 필요로 한다.필요한 파일을 준비하지 않으면 게임 (게임 내에 있는 이벤트 데이터 내에 존재하고 있는 처리를 하는 순서에 따라 배치되어 있는 음악, 효과음을 울리는, 이벤트의 호출 처리를 하는 작업) 이 정지되지만, 디버깅 시에는 확인하기 어렵기 때문에 실제 기기의 단말기에서 버그를 확인하고 플레이하면서 수정 작업을 하며 대처하는 것을 게을리하지 않도록 충분히 주의할 필요가 있다. 표준 지원은 불리고 있지 않지만 WebM 형식이나 WebP 형식의 파일도 동작한다.
※ 게임 시작은 PC 버전만 기능한다.

### Windows와 Mac OS X 모두 지원
과거의 쯔꾸르 시리즈는 윈도우 PC버전만 지원했지만, 본작부터 맥 버전도 판매되었다. Windows/Mac 대응을 위해서, 에디터 부분은 Qt로 개발되고 있다.Windows 버전은 여러 출판사에 의해 패키지 판매, 다운로드 판매되고 있다. 맥 버전은 일본어판, 영문판 모두 스팀 (플랫폼)에서만 판매되고 있다. (2015년 12월 기준)

### 마우스 조작
마우스 조작과 키보드 조작에 대응하고 있다. 또 스마트폰이나 터치 디스플레이에서는, 터치 조작이 된다. 마우스 조작 탑재는 RPG 투쿨 95 이후 처음이다. (컨슈머용 트리니티 (Trinity) 버전에서는 키보드를 지원한다. 닌텐도 스위치만 터치 조작이 가능하다. PS4에서는 키보드에서만 조작 가능하며 터치 조작은 할 수 없다.)

### 자바스크립트 플러그인 기구
자바스크립트에서 플러그인을 통해 표준 탑재되지 않은 다양한 기능을 구현할 수 있다. RPG 만들기 XP,  RPG 만들기 VX, RPG 만들기 VX Ace에서 사용되던 RGSS(Ruby 준거)는 자바스크립트로 대체된 형태다. 기본적인 명령은 RPG 만들기 VX Ace와 거의 동일하다.
게임 엔진이 자바스크립트에서 기술된 것이 일본 내외의 자바스크립트 프로그래머들에게 화제가 됐다. 영문판 출시 직후부터 상당수 프론트엔드 엔지니어가 RPG 쯔꾸르 MV판의 개조에 나섰으며, 일본어판 판매 전부터 자바스크립트 소재가 대거 공개되는 어드벤트 캘린더가 채워지는 등의 주목을 보였다. 또한 가도카와에 의한 공식 플러그인 또한 존재하여 자유롭게 사용 가능하다.

### RTP 폐지
RTP (런타임 패키지)가 폐지되었다. 이에 따라 게임 플레이 시 추가로 RTP를 설치하는 번거로움이 해소됐다. 반면 RTP 폐지는 게임 파일 본체의 용량 비대화로 이어진다. 가령 제품판 부속소재를 사용해 경량화를 하지 않으면 약 300MB가 넘는 게임 데이터가 출력되고 만다. 게임 제작자는 용량을 삭감할 궁리가 필요하다.（원래 컨슈머용으로는 런타임 패키지의 개념 자체는 존재하지 않는다.）

### 외부 기업과의 협업
쯔꾸르 시리즈 전체로 볼 때, 과거에도 여러 차례 외부와의 협업은 있었지만 이번 작품은 판권물 소재 배포 등이 이루어져 이전과는 비교가 안 될 정도의 많은 기업이나 작품이 협업처로 관여하고 있다. 주요 협력 및 콜라보레이션 업체로 발매원인 스파이크・중소프트의 풍래의 시렌(風来のシレン)과 개발사 가도카와의 닌자슬레이어(ニンジャスレイヤー) 등을 들 수 있다. 전체 내용은 공식 사이트 참조하길 바란다. (※ 트리니티 버전에서는 제약상 사용이 불가능하다.)

### 웹 콘텐츠 게시 및 플레이
니코니코에서는 투고 서비스인 RPG 아츠마루가 준비돼 있다. 제작자는 쯔꾸르 MV에서 제작한 게임을 게시할 수 있으며 사용자는 웹브라우저 상에서 플레이 할 수 있다.（트리니티 버전에서는 쯔꾸르 광장에서 게임작자들이 전하는 작품만 플레이가 가능하다.）
또한 앤드앱 (AndApp)에서도 플랫폼이 준비되어 있어 웹 브라우저 상에서 놀 수 있다.

## 샘플 게임 목록
※ PC 판과 컨슈머용 각 판에 수록된 샘플 게임 작품이 다름.
컴퓨터판
- 필라멘트 (FILAMENT)
  - 린네도 (リンネ堂)

- 설탕에 절인 양배추 (diable caprice)
  - 지옥하마 (地獄カバ)

- 에밀의 작은 모험 (エミールの小さな冒険)（안드로이드 버전 있음）（작자에 의한 구글 플레이로 전달）
  - 칸나즈키 사스케 (神無月サスケ)

- 바다 해적 (Sea Pirate)
  - 타치 (tachi)

- 판타스틱 리베리 (FantasicReverie) - 판타직레블리에 (ファンタジックレヴェリエ) -
  - ImCyan (アイムシアン)

- 양의 바다 (羊ノ海)
  - 유우야케 (ゆうやけ)

- MV 매직 빅토리 (MV Magic Victory)
  - 미나키2424 (minaki2424)

- 리빙쉽 카우보이 (LivingShip Cowboy)
  - 이와타 후미히토 (岩田文人) ENTACL GRAPHICXXX

- 나나와 키 지키키의 용자 (ニナと鍵守の勇者)（안드로이드 버전 있음）（작자에 의한 구글 플레이로 전달）
  - 유와카 (ゆわか)

- 샘플 맵 제작 (サンプルマップ制作)
  - 화진 아빠 (花姫パパ)

트리니티(Trinity)판의 샘플 게임
전달 예정 등의 상세 정보에 대해서는 공식 사이트를 참조 바람.덧붙여 PC판에 있는 각 샘플 게임의 작품은 Trinity판에의 이식은 일절 되어 있지 않음.
- AA:아주르 어소니스트(アジュールアーソニスト) ～맹목 소녀의 복수 액션 (盲目少女の復讐アクション) ADV
  - 테루논 (terunon)

- 그란 (グラン) ・ 선샛 (サンセット)
  - 신타니 카즈호 (新谷一帆)

- 파경의북인소 (破境の福引所)
  - 포토쇼 장인 (フォトショ職人)

- 완전초악 모모탈론트 (完全超悪モモタロンド)
  - 습도 케이 (湿度ケイ)

- 뉴랜드 메모리어 (New Lands Memoir)
  - 도락 (道楽)

- 거짓말쟁이 노블래스 - 오블리주 (嘘吐きのノブレス・オブリージュ)
  - 쿠로 (kuro)

## 라디오
"RPG 쯔꾸르 MV 트리니티"와 연동한 라디오 프로그램 "RPG 쯔꾸르 MV 트리니티 제작 가나와 영미리의 쯔꾸르러의 스튜디오" (RPGツクールMV Trinity presents 佳奈と英美里のツクラー'sスタジオ)가 2018년 10월 6일부터 12월 29일까지 초!A&G+에서 매주 토요일 오후 5시에서 5시 30분 (17:00-17:30) 한도에서 방송됐다. 우에다 카나(植田佳奈), 가토 에미리(加藤英美里)가 진행했다.

## 트리니티 (Trinity) 판
※Xbox One 버전은 발매 중지를 위해 게재하지 않음.

### 게임 시스템
PC버전과는 다른 특징과 탑재 기능이 있다. 소프트웨어 자체의 성능은 지금까지 발매되어 온 과거의 RPG 쯔꾸르 시리즈 (컨슈머 전용에 있어서)보다도 할 수 있는 일이 증가하고 있다（※2019년 7월 현재 다소 불편은 있다.）PC판과의 주된 차이에서는 특히 인터넷 경유에서의 라이센스 키에 의한 네트워크 인증 (액티베이트) 은 없다. 또 캐릭터의 작성에 대해서는 "캐릭터 제너레이터"에서 하게 되었다. 닌텐도 스위치 판과 플레이스테이션 4에 이식한 것에서 컴퓨터 판에서 쓸 소재 사이트에서 입수한 각종 소재 파일(스크립트, 플러그 인, 화상, 음악, 효과음 등)에 대해서는 컨슈머 게임기의 제약상 쓸 수는 없다. 따라서 처음부터 미리 준비된 소재나 향후 제공되는 온라인 서비스에서 인터넷 경유 전송에 의한 소재만을 사용하게 된다. 소재는 미리 준비된 파일이나 전달 소재를 사용한다. 또한 쯔쿠르 광장에서 다운로드 컨텐츠의 소재 판매 제공이 예정된 듯하다. 전체 내용은 게임 내 투쿨 광장과 공식 사이트를 참조하길 바란다. PC판에는 없었던 초회 기동시의 초보자용의 튜토리얼을 넣었다. 또 작품의 제작 작업을 손쉽게 하기 때문에 판타지, SF, 일본식, 중화, 아라비안, 현대, 스팀 펑크, 다크 판타지의 전 8종류의 주제 중에서 맵의 타일을 고르고(조합은 자유)작품을 만들게 되었다.

### 샘플 소재
263점의 회화 부분에서 사용할 수 있는 서기가 수록되어 있다.
미리 수록되어 있는 음악 소재에 대해서: 컨슈머 전용에서는 사상 최초인 호화로운 가창이 있는 BGM(사운드트랙)을 사용할 수 있게 되었다. (공식 사이트의 정보) 여가수 엘리안나의 가창에 의한 샘플 악곡 소재가 수록되어 있다. ( ※가창 없는 반주 버전은 수록되어 있지 않다.)

### 수록 캐릭터 소재와 출연 성우
게임 소프트웨어 패키지를 꾸미는 캐릭터는 게임 작품 내 캐릭터 소재의 일부로 사용이 가능하다. (그 외에도 캐릭터가 몇 개 수록되어 있다.) 여러 애니메이션 캐릭터를 연기하는 유명 성우의 캐릭터 보이스가 수록되었다.
- 주인공 카롤 (主人公 カロル) CV : 카키하라 테츠야 (柿原 徹也)
- 쿠노이치 사쿠라 (くノ一 サクラ) CV : 안제치카 (安済 知佳)
- 짐승 멜디 (獣人 メルディ) CV : 후지무라 코노미 (藤村 鼓乃美)
- 격투가 슌 (格闘家 シュン) CV : 스즈키 미사키 (鈴木 美咲)
- 흑마도사 마비 (黒魔道士 マビィ) CV : 모리 치하야미도 (森 千早都)
- 요로이무샤 아밴드 (鎧武者 アバンド) CV : 타치바나 사토시 (橘 諒)
- 아라비안 나이트 앨런 (アラビアンナイト アラン) CV : 소토자키 다이스케 (外崎 大輔)
- 인형퓨퍼 (人形 ピューパ) CV : 마에카와 아야카 (前川 綾香)

### 배틀 (전투) 시스템
RPG 만들기 2003 (PC판)에서 첫 등장한 사이드 뷰 배틀과 프론트 뷰 배틀이 혼재적으로 실현이 가능해졌다.（PC판의 쯔꾸르 MV에서는 혼재 실현용 플러그인 소재를 소스가 있는 사이트에서 인터넷으로 다운로드 받아 도입 작업을 하지 않으면 실질적으로는 불가능했다.）

### 스크립트와 플러그인
컨슈머 게임 기종 특유의 제약상 컨슈머용으로는 폐지는 돼 있지만 실질적으로 스크립트와 플러그인은 일절 필요 없어 게임이 쉽게 작성 가능하다.
PC판 특유의 일부 기능이 일부 폐지되거나 변경되는 점도 있지만, 그만큼 탑재 기능은 상당히 풍부하다.

### RPG 쯔꾸르 MV플레이어
Trinity 버전으로 만들어진 게임을 플레이하는 사람을 대상으로 전달되고 있다. 트리니티판에서 작성된 작품을 플레이하기 위한 전용 무료 다운로드 소프트웨어 (이른바 3DS판의 페이스 플레이어에 해당하는 닌텐도 스위치 다운로드 전용 게임 작품의 플레이에 특화된 소프트웨어를 말한다.). (하드웨어가 다르면 플레이는 불가하다. 예를 들어 닌텐도 스위치에서 작성된 게임 작품의 플레이가 가능한 것은 닌텐도 스위치 본체에서만 가능하다.) 작성된 하드웨어만 플레이할 수 있다는 단점이 있다. (양쪽의 하드웨어용으로 동일 타이틀, 동일 내용의 작품을 준비하는 데에는 제작 작업과 시간, 비용 (소프트와 소재의 구입 비용 등)이 그만큼 들기 때문에 현실적으로는 어려울 것이다.) 또한 이 사양상 아츠마루에서 공개된 게임 작품은 높을 수 없다.

### 쯔꾸르 광장
닌텐도 DS판 (속편의 2를 포함)의 쯔꾸르 DS에서는 Wi-Fi 커넥션 서비스 (원래 소재가 판매된다는 요소는 없음, 당연히 로그인 보너스 요소도 없음)의 쯔꾸르 성 (바르게는 시장이 아닌 작품의 무료 전달에 특화되어 있던 무료 서비스였)에서 작품을 다운로드해 플레이할 뿐이였지만 이번에 새로 구현된 쯔꾸르 광장에서는 업로드가 가능해 플레이어가 작성한 RPG 게임을 인터넷으로 서로 사고파는 것이 가능해졌다.
쯔꾸르 광장은 현재 닌텐도 스위치, PS4, 엑스박스 원을 지원하며 어느 하나의 하드를 가지고 있으면 크로스 플랫폼적으로 플레이가 가능해진다. 이는 RPG 쯔꾸르 MV 자체가 하드 간의 사양 차이를 흡수하고 있기 때문이다.
컨슈머 전용에 대해 최초의 과금 요소의 실장이 된 것은 3DS판 RPG 만들기 페스티벌의 소재 · 작품 상점에 상당하는 과금 요소이지만, (컨슈머 전용) 시리즈 전의 3DS판에는 없는 로그인 보너스라고 하는 요소가 있어, 이 쯔꾸르 광장이라고 하는 인터넷 서비스에 매일 로그인을 하면 (이른바 로그인 보수), 로그인 일수에 따라 다양한 화상 소재나 음성 데이터 소재등의 소재를 받을 수 있는 구조로 되어 있다. 게임 내 과금에 대해서는 플레이스테이션 4의 PSN 계정의 잔액으로, 닌텐도 스위치의 닌텐도 계정의 잔액으로 구입할 수 있는 유료 소재가 전달되는 로그인 보너스 포함 인터넷상의 컨텐츠 구입 서비스가 있다.(게임기의 제약상과 운영하는 서비스 회사가 다르기 때문에, 각각의 기종에서 구입한 소재 컨텐츠는 각각의 하드웨어끼리 공용으로서의 소재 이용(유료 소재)은 할 수 없다.)

## 같이 보기
- RPG 만들기
- RPG 아츠마루